# Ruska Wieś (Rzeszów)
Ruska Wieś – historyczna część Rzeszowa leżąca pomiędzy Śródmieściem a dawną gminą Staromieście. Obecnie dzielnica niestanowiąca jednostki pomocniczej gminy; dawniej wieś i siedziba stanowiącej jedną miejscowość gminy wiejskiej, przyłączona do miasta na skutek starań ówczesnego burmistrza Rzeszowa Stanisława Jabłońskiego. Uchwale Sejmu Krajowego Galicji we Lwowie z 24 czerwca 1901 o wcieleniu Ruskiej Wsi do Rzeszowa moc prawną nadał 9 lutego 1902 w Budapeszcie władca Austro-Węgier Franciszek Józef I.

## Zasięg granic
Obszar Ruskiej Wsi obejmuje zlokalizowane obecnie w centrum miasta tereny ulic Jabłońskiego, Grottgera, Kochanowskiego, Konopnickiej, część terenów torowisk przy Dworcu Głównym PKP i budynków samego dworca (granica miasta przebiegała do 1901 przez plac przed rzeszowskim dworcem kolejowym), osiedle 1000-lecia, osiedle Króla Augusta i dalej na zachód wąski pas terenu sięgający aż po ulicę Ustrzycką (boczna Krakowskiej).
Niektórzy rzeszowianie mylnie uważają Ruską Wieś za historyczną część Staromieścia. Wytworzeniu takiego pojęcia mogły sprzyjać zmiany przynależności administracyjnej na przestrzeni XX wieku. Wchłonięte przez Rzeszów w 1951 Staromieście dłużej zachowało odrębność jako wieś, a po włączeniu do miasta uzyskało status dzielnicy. Gdy w 1965 na obszarze dawnej Ruskiej Wsi powstało osiedle 1000-lecia, wydzielono je formalnie z osiedla Staromieście. Za istnieniem dodatkowych okoliczności przemawiają jednak doniesienia, że Ruską Wieś określano Staromieściem już w międzywojniu, po jej włączeniu do Rzeszowa. W rzeczywistości granicę pomiędzy obiema częściami miasta stanowi rzeczka Przyrwa.
Granica Rzeszowa ustalona po włączeniu Ruskiej Wsi w roku 1901 przetrwała w rejonie ulicy Ustrzyckiej aż do roku 1977, kiedy to nastąpiło włączenie do miasta pierwszej części Przybyszówki. Zabiegom o wcielenie Ruskiej Wsi towarzyszyła kampania prasowa, w której obok argumentu, że rzeszowski dworzec kolejowy stoi na terenie Ruskiej Wsi, pojawiły się także skargi na nieprzestrzeganie godziny policyjnej przez tamtejsze karczmy, na wydawanie przez urząd gminy świadectw moralności wszystkim starającym się o przyjęcie na służbę, na analfabetyzm wójtów i na nieuczciwą konkurencję ze strony rzemieślników.

## Historyczna kolebka Rzeszowa
Władysław Makarski upatruje w Ruskiej Wsi pierwotnego grodu rzeszowskiego z czasów rządów halicko-włodzimierskich na Rusi Czerwonej, przy czym rozważa możliwość jego polskiej genezy przed zasiedleniem przez Rusinów. Wychodząc od sugestii Franciszka Kotuli, że znane z aktu lokacyjnego Kazimierza Wielkiego dla Rzeszowa (1354) Staromieście było początkowo tylko podgrodziem, Makarski uznaje Staromieście za drugi z kolei, przejściowo dominujący ośrodek miejski, założony być może dopiero po polskim podboju z ok. 1345. Jeśli poświadczona w 1445 jako medietas suburbii Rzeszow Ruska Wieś (Ruskawyesz) otrzymała swą nazwę etniczną w opozycji do przedlokacyjnego grodu w Staromieściu, musiała być od niego starsza, a po jego założeniu ulec degradacji do roli podmiejskiej. Na poparcie tej tezy Makarski przywołuje wieloetapową ewolucję osadniczą Leżajska z jego zaginionym Ruskim Przedmieściem. Andrzej Janeczek podobnie uważa Ruską Wieś za podupadłą później najstarszą część grodu z czasów przedlokacyjnych. Wymienia Rzeszów wśród tych osad pogranicza polsko-ruskiego, które w toku kolonizacji polsko-niemieckiej na prawie magdeburskim, rozpoczętej jeszcze przed włączeniem Rusi Czerwonej w granice Polski, przybrały postać wielogminną (w sensie prawnym, etnicznym i wyznaniowym). Janeczek wskazuje, że korzyści gospodarcze z lokacji na prawie niemieckim polegały na sprowadzaniu nowych osadników, toteż w pierwszym etapie kolonizacji nadawane przywileje obejmowały wyłącznie ludność napływową, czego skutkiem była segregacja prawna i przestrzenna w obrębie rozwijanych w ten sposób osad ruskich. Jeśli ślady okolnicy w zabudowie Staromieścia odczytywać za Kotulą jako pozostałość wczesnej gminy na prawie niemieckim, w drugiej połowie XIV w. funkcjonowały aż trzy ośrodki Rzeszowa: stary ruski gród odnotowany w XV w. już tylko jako Ruska Wieś, pierwotna osada katolicka w Staromieściu oraz nowe miasto lokacyjne z 1354 wokół Rynku (analogiczny przykład stanowi podlaski Węgrów, na który składało się Stare, Nowe i Ruskie Miasto).
Utraciwszy status siedziby okręgu grodowego rzeszowskiego, Ruska Wieś weszła później trwale w skład prywatnej włości utworzonej w 1354 na zbliżonej podstawie terytorialnej, co poświadcza m.in. dokument Zygmunta I Starego wystawiony w 1539. W 1589 Ruska Wiess wymieniona jest jako wieś szlachecka i własność Ligęzów w ziemi przemyskiej województwa ruskiego; zgodnie z wpisem do rejestru poborowego obejmowała wówczas 7,75 łana ziemi uprawnej, młyn i cztery sady, a za ubogiego uchodził jeden jej mieszkaniec.